# فاريليانو
فاريليانو هي بلدية (كوميون) في مقاطعة كونيو في منطقة بيدمونت الإيطالية، وتقع على بعد 60 كيلومتر (37 ميل) جنوب شرق تورينو ونحو 35 كيلومتر (22 ميل) شمال شرق كونيو. اعتبارًا من 31 ديسمبر 2004، كان عدد سكانها 1766 نسمة ومساحتها 16.4 كيلومتر مربع (6.3 ميل2).
تقع فاريليانو على حدود البلديات التالية: بلفيديري لانغي، كارو، كلافيسانا، دولياني، ليكيو تانارو، بيوتزو.

## المدن التوأم - المدن الشقيقة
فاريليانو مدينة توأم مع:
- بيانزي، إيطاليا (1998)

## روابط خارجية
- www.comune.farigliano.cn.it